# Teka
O Grupo Teka é uma multinacional alemã fundada em 1924, cuja principal atividade é a produção e a comercialização de produtos de cozinha (eletrodomésticos, misturadoras e lava-louças). O grupo conta com 14 fábricas distribuídas pela Europa, Améria e Ásia e comercializa os seus produtos em 116 países.  .

## História
A história da marca Teka remonta ao ano de 1924, ano em que Karl Thielmann fundou uma empresa de máquinas agrícolas na Alemanha. Foi neste setor que a empresa concentrou a sua atividade nos primeiros anos de vida. Pouco depois, em 1936, começou a trabalhar na produção de aço inoxidável, o que foi fundamental para a história da empresa.
Em 1952, Helmut Klein torna-se sócio da empresa. É nesta altura que é criada a marca Teka, que adota as iniciais de ambos os fundadores, Thielmann & Klein. A partir desta momento, a empresa especializa-se no fabrico de lava-louças e amplia a sua área de atuação, com a introdução no catálogo de placas, fornos e exaustores.
Em 1964, a empresa começou a operar em Espanha, estabelecendo-se em Santander. Nos anos setenta, sob a presidência de Klaus Graf, a empresa iniciou sua expansão para o resto da Europa e depois para o resto do mundo, tendo chegado aos cinco continentes.
Em 2009, foi inaugurada uma fábrica em Weihai. Na China, a Teka implantou-se também nas cidades de Kaiping e Shanghai. De seguida, reforçando a sua presença no continente asiático, criou filiais na Tailândia, Indonésia, Malásia, Singapura e Vietname. Em 2012, Klaus Graf abandona a presidência do Grupo Teka, depois de 48 anos à frente da administração, por motivos de idade avançada. Foi substituído por Maximilian Brönner.
No final de 2013, a empresa expandiu-se para o Perú. Em maio desse mesmo ano, o Grupo Teka conquistou o apoio de entidades financeiras de forma a levar a cabo o plano de expansão de negócios nos cinco anos seguintes. Assim aconteceu e Teka chegou ao Médio Oriente, estabelecendo a sua sede nos Emirados Árabes e comercializando em países como Bahrain, Irão, Omã, Catar, Tunísia e Iêmen.
Em 2014, o Grupo inicia um plano de desenvolvimento em África. Em 2015, reforça a presença na Ásia, ao iniciar operações na Índia, Birmânia e Camboja.  
Em janeiro de 2017, a Teka passou a sede dos seus negócios em Espanha para Madrid e em setembro a Teka Holding reordenou as sociedades do grupo e passou a chamar-se Heritage B. Em novembro de 2023 o grupo nomeou o Sr. Eng. Mauro Correia como CEO da unidade de negocio "Teka" (Cozinha).
Heritage B é presidida por Maximilian Brönner e tem sede na Suíça. Desta holding fazem parte o Grupo Teka, cuja atividade se centra nos equipamentos de cozinha e de banho, e a Thielmann dedicado aos contentores industriais.

## Unidades de negócio
A atividade da Teka baseia-se fundamentalmente nas áreas de cozinha e banho, nomeadamente no fabrico de eletrodomésticos, lava-louças e misturadoras de banho de cozinha.
O Grupo comercializa os seus produtos sob as marcas Teka, Küppersbusch, Intra, Mofem, Thor y Vitrogar. Possui fábricas no México, Venezuela, Hungria, Espanha, Portugal, Suécia, Noruega, Turquia, Indonésia e China.

## Patrocínios desportivos
O Grupo Teka tem uma longa tradição em patrocínios desportivos. Em 1975 fundou o Grupo Deportivo Teka Santander, posteriormente conhecido como Club Balonmano Cantabria. Em 27 de dezembro de 1981 a Teka converteu-se na primeira marca a patrocinar uma camisola de um clube de futebol em Espanha, mostrando o seu logo na camisola do Real Racing Club de Santander. Nesse dia, o Racing estreou seu patrocinador frente ao Real Madrid, equipa que mais tarde também teria o patrocínio da marca. Na década de 1990, o Real Madrid conquistou 15 títulos com a Teka como principal patrocinador da sua camisola, incluindo a sétima e a oitava Liga dos Campeões da UEFA.
No basquete, a Teka também esteve vinculada ao Real Madrid. Em 1995 era o patrocinador do clube quando a equipa conquistou a sua oitava Taça Europeia. Em 2014, Teka voltou a fechar um acordo com o basquete do Real Madrid como principal patrocinador do clube, compromisso que se manteve pelos três anos seguintes, naqueles que o Real Madrid disputou várias Final Four, até vencer a nona Euroliga em 2015.
No Chile, Teka patrocinou o Unión Española, entre 1990 e 1992.